# Tarenna baviensis
Tarenna baviensis är en måreväxtart som först beskrevs av Emmanuel Drake del Castillo, och fick sitt nu gällande namn av Charles-Joseph Marie Pitard. Tarenna baviensis ingår i släktet Tarenna och familjen måreväxter. Inga underarter finns listade i Catalogue of Life.